# GEO-LEO
GEO-LEO (GEO Library Experts Online) ist die Virtuelle Fachbibliothek für Geowissenschaften, Bergbau, Geographie und Thematische Karten. Das kostenfreie Internetportal dient der Suche, dem Nachweis sowie der Beschaffung von Büchern, Zeitschriften sowie Artikeln, Karten, Websites und Volltexten zu geo- und montanwissenschaftlichen Themen. Auf freie und lizenzierte Volltexte bspw. in e-Journals kann direkt zugegriffen werden. Daneben ist auch das Publizieren von eigenen Fachartikeln in GEO-LEOe-docs (Repositorium des FID GEO) möglich.
GEO-LEO ist ein Gemeinschaftsprojekt der geo- und montanwissenschaftlichen Sondersammelgebietsbibliotheken Universitätsbibliothek Freiberg (UBF) und der Niedersächsischen Staats- und Universitätsbibliothek Göttingen (SUB), die aufgrund ihrer Sondersammelgebiete (SSGs) bereits in der Vergangenheit erfolgreich zusammengearbeitet haben. Das Projekt existiert seit 2002 und wurde bis 2007 von der DFG gefördert.

## Angebote

### Metasuche
GEO-LEO durchsucht gleichzeitig über ca. 1,2 Millionen geo- und montanwissenschaftliche Literaturnachweise in Bibliothekskatalogen, ca. 800.000 Aufsätze und Rezensionen in Fachdatenbanken und ca. 47.000 Volltexte von über 80 Dokumentenservern.

### Internetquellen
In GEO-LEO werden die ca. 3.100 geowissenschaftlichen Internetquellen der Geo-Guide Datenbank integriert. Der sogenannte Harvester, der auf den Internetquellen aus dem Geo-Guide aufsetzt, bietet zusätzlich ca. 31.000 elektronische Dokumente (HTML-Seiten, PDF-Dokumente etc.) an.

### Recherche
Drei Sucheinstiege bietet GEO-LEO: „googleartige“ Schnellsuche, erweiterte Suche und thematische Suche (Browsen). Zusätzlich ist die Einbindung eines GEO-LEO Suchfensters auf Webseiten via HTML möglich.

### Organisation
GEO-LEO bietet den Vorteil einfacher Organisation der Suchanfragen
bis hin zur Speicherung und Ausgabe der Rechercheergebnisse für Literaturverwaltungsprogramme wie EndNote, BibTeX, Referenz Manager oder einfach als Text. Der Alertdienst schickt automatisch die neuesten Bücher, Artikel und Webquellen nach vorher definierten Suchanfragen per E-Mail zu. Notwendig dafür ist die kostenfreie Anmeldung bei GEO-LEO.

### Die Publikationsplattform GEO-LEOe-docs
GEO-LEOe-docs ist die Publikationsplattform des FID GEO für geo- und montanwissenschaftliche Informationsressourcen. Hier können Fachwissenschaftler ihre Arbeitsergebnisse in unterschiedlichster Form veröffentlichen und die Arbeiten von anderen kostenfrei als Volltexte lesen und herunterladen. GEO-LEOe-docs ist der Dokumentenserver, der für GEO-LEO erstellt wurde.
Wissenschaftler und Studenten können unter anderem Pre- und Postprints begutachteter Artikel, Dissertationen, Diplomarbeiten, Studienarbeiten und Exkursionsberichte aber auch ganze Kongressbände etc. publizieren. Diese Texte sind infolge des freien Internetzugangs weltweit zugänglich und werden dadurch häufiger zitiert. Das genaue Vorgehen ist in der Online-Hilfe von GEO-LEOe-docs dargestellt.